# Orientierungslauf-Juniorenweltmeisterschaften 1996
Die 7. Orientierungslauf-Juniorenweltmeisterschaften fanden vom 8. Juli bis 14. Juli 1996 in der Gegend von Băile Govora in Rumänien statt.

## Junioren

### Kurzdistanz
| Platz | Land | Athlet           | Zeit      |
| ----- | ---- | ---------------- | --------- |
| 1     | HUN  | Gábor Domonyik   | 29:05 min |
| 2     | SWE  | Johan Modig      | 29:43 min |
| 3     | ROU  | Horaţiu Grecu    | 30:04 min |
| 4     | SWE  | Niclas Jonasson  | 30:18 min |
| 5     | NOR  | Rolf M. Pedersen | 30:30 min |
| 6     | GER  | Ingo Horst       | 30:44 min |
| 6     | ROU  | Maricel Olaru    | 30:48 min |
| 8     | SVK  | František Libant | 30:55 min |

Kurzdistanz:

Ort: Malul Alb

Länge: 4,715 km

Steigung: 220 m

Posten: 12

### Langdistanz
| Platz | Land | Athlet           | Zeit      |
| ----- | ---- | ---------------- | --------- |
| 1     | ROU  | Maricel Olaru    | 1:22:43 h |
| 2     | SWE  | Anders Axenborg  | 1:23:56 h |
| 3     | FIN  | Jani Lakanen     | 1:25:09 h |
| 4     | ROU  | Horaţiu Grecu    | 1:25:23 h |
| 5     | SUI  | Donatus Schnyder | 1:25:28 h |
| 6     | FIN  | Petteri Laitinen | 1:26:32 h |
| 7     | CZE  | Vladimír Lučan   | 1:27:56 h |
| 8     | ROU  | Florin Dorobantu | 1:29:11 h |

Langdistanz:

Ort: Șirineasa

Länge: 11,4 km

Steigung: 440 m

Posten: 23

### Staffel
| Platz | Land | Athlet                                                     | Zeit      |
| ----- | ---- | ---------------------------------------------------------- | --------- |
| 1     | CZE  | Michal Horáček Vladimír Lučan Luboš Matějů                 | 2:20:25 h |
| 2     | SVK  | František Libant Maroš Bukovác Marián Dávidík              | 2:20:31 h |
| 3     | SUI  | Urs Müller David Schneider Adrian Klauser                  | 2:20:34 h |
| 4     | RUS  | Jewgeni Gawrilow Alexander Chtscherbakow Alexei Borewitsch | 2:23:02 h |
| 5     | DEN  | Christian Nielsen Mads Ingvardsen Jesper Damgaard          | 2:25:14 h |
| 6     | SWE  | Niclas Jonasson Anders Axenborg Johan Modig                | 2:28:26 h |
| 7     | FIN  | Toni Louhisola Jani Lakanen Petteri Laitinen               | 2:29:20 h |
| 8     | NOR  | Rolf M. Pedersen Jørgen Rostrup Vidar Solberg              | 2:32:09 h |

Staffel:

Ort: Arsanca

## Juniorinnen

### Kurzdistanz
| Platz | Land | Athlet             | Zeit      |
| ----- | ---- | ------------------ | --------- |
| 1     | ROU  | Enikö Fey          | 26:32 min |
| 2     | SWE  | Annika Björk       | 27:56 min |
| 3     | RUS  | Julia Morosowa     | 28:22 min |
| 4     | HUN  | Mária Lubinszki    | 28:36 min |
| 5     | SUI  | Barbara Schulthess | 28:45 min |
| 6     | FRA  | Laure Coupat       | 28:48 min |
| 7     | SWE  | Maria Dahlin       | 28:52 min |
| 8     | RUS  | Olga Terechowa     | 28:53 min |

Kurzdistanz:

Ort: Malul Alb

Länge: 3,79 km

Steigung: 185 m

Posten: 9

### Langdistanz
| Platz | Land | Athlet             | Zeit      |
| ----- | ---- | ------------------ | --------- |
| 1     | ROU  | Enikö Fey          | 1:06:24 h |
| 2     | CZE  | Kateřina Pracná    | 1:07:59 h |
| 3     | GER  | Karin Schmalfeld   | 1:08:25 h |
| 4     | RUS  | Julia Morosowa     | 1:09:27 h |
| 5     | SWE  | Annika Björk       | 1:09:31 h |
| 6     | SUI  | Regula Hulliger    | 1:10:07 h |
| 7     | FRA  | Audrey Perbet      | 1:10:16 h |
| 8     | SUI  | Barbara Schulthess | 1:12:01 h |

Langdistanz:

Ort: Șirineasa

Länge: 7,15 km

Steigung: 225 m

Posten: 18

### Staffel
| Platz | Land | Athlet                                             | Zeit      |
| ----- | ---- | -------------------------------------------------- | --------- |
| 1     | ROU  | Enikö Gall Zsuzsa Fey Enikö Fey                    | 1:54:40 h |
| 2     | SUI  | Simone Luder Regula Hulliger Sara Wegmüller        | 1:58:57 h |
| 3     | RUS  | Julia Morosowa Olga Trechowa Tatjana Pereljajewa   | 1:59:41 h |
| 4     | CZE  | Hana Rýglová Zdenka Stará Michaela Skoumalová      | 1:59:56 h |
| 5     | SWE  | Ulrika Jonsson Maria Dahlin Annika Björk           | 2:00:46 h |
| 6     | FIN  | Satu Mäkitammi Hanna Heiskanen Satu Vesalainen     | 2:00:55 h |
| 7     | POL  | Malgorzats Stankiewicz Natalia Dąsal Ewa Kozłowska | 2:04:38 h |
| 8     | HUN  | Katalin Hecz Sylvia Kesztyűs Mária Lubinszki       | 2:04:58 h |

Staffel:

Ort: Arsanca

## Medaillenspiegel
| Platz | Land        | Gold | Silber | Bronze | Gesamt |
| ----- | ----------- | ---- | ------ | ------ | ------ |
| 1     | Rumänien    | 4    | –      | 1      | 5      |
| 2     | Tschechien  | 1    | 1      | –      | 2      |
| 3     | Ungarn      | 1    | –      | –      | 1      |
| 4     | Schweden    | –    | 3      | –      | 3      |
| 5     | Schweiz     | –    | 1      | 1      | 2      |
| 6     | Slowakei    | –    | 1      | –      | 1      |
| 7     | Russland    | –    | –      | 2      | 2      |
| 8     | Deutschland | –    | –      | 1      | 1      |
| 8     | Finnland    | –    | –      | 1      | 1      |